# Ithomeis eulema
Ithomeis eulema är en fjärilsart som beskrevs av William Chapman Hewitson 1870. Ithomeis eulema ingår i släktet Ithomeis och familjen Riodinidae. Inga underarter finns listade i Catalogue of Life.

## Bildgalleri

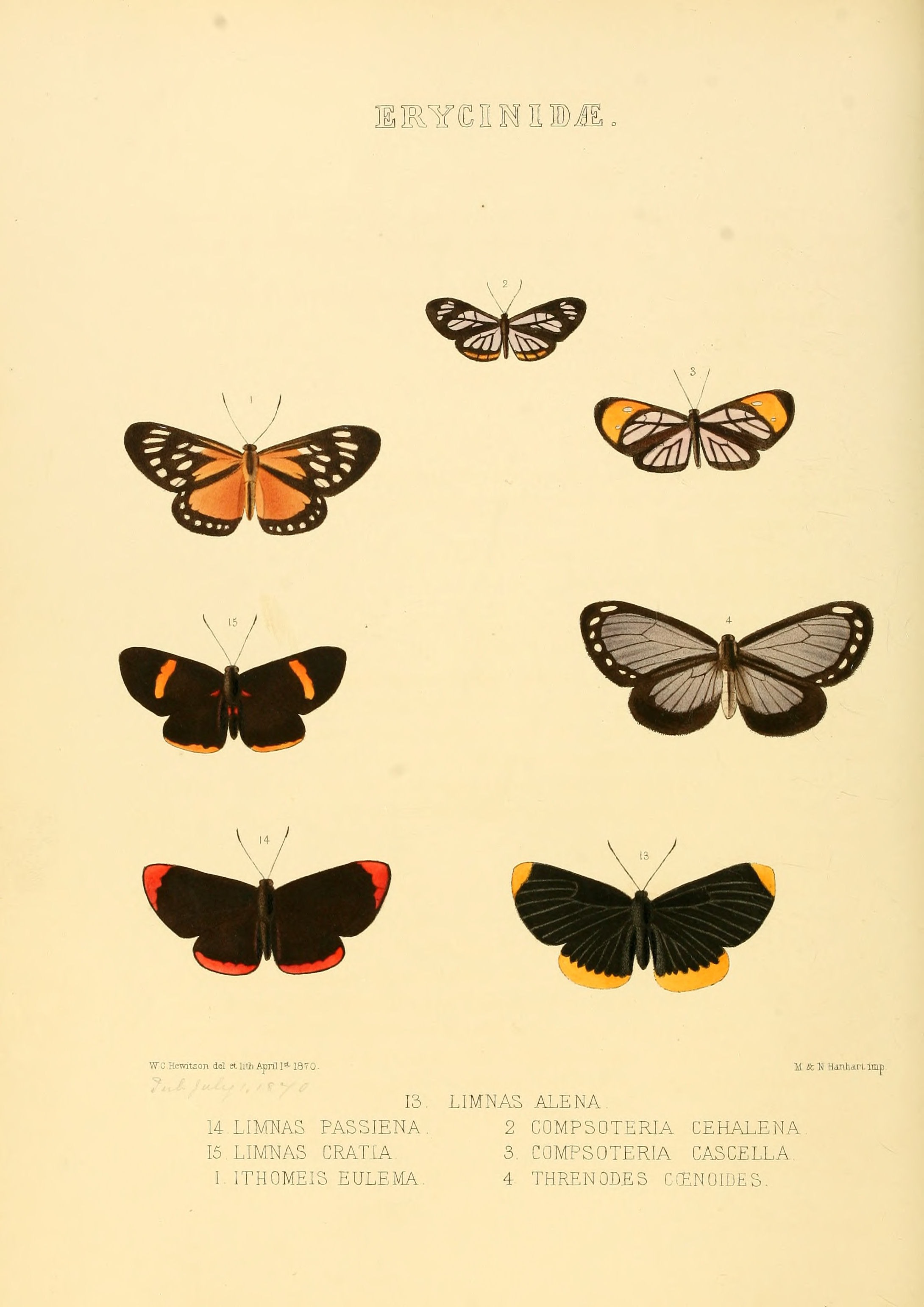